# 銀河鐵道之夜 (動畫)
《銀河鐵道之夜》（日语：銀河鉄道の夜、世界語：Ñokto de la Galaksia Fervojo）是一部1985年上映的日本動畫電影，由杉井儀三郎執導，改編自宮澤賢治於1934年創作的同名奇幻小說。劇本則由別役實撰寫。故事講述了一隻名叫喬凡尼的小貓和他的同學卡帕涅拉一起乘坐火車穿越銀河系的奇幻冒險。
這部影片由動畫工作室Group TAC獨立製作，於1985年7月13日由角川先驅映畫發行。影片獲得了1985年大藤信郎賞。

## 概要

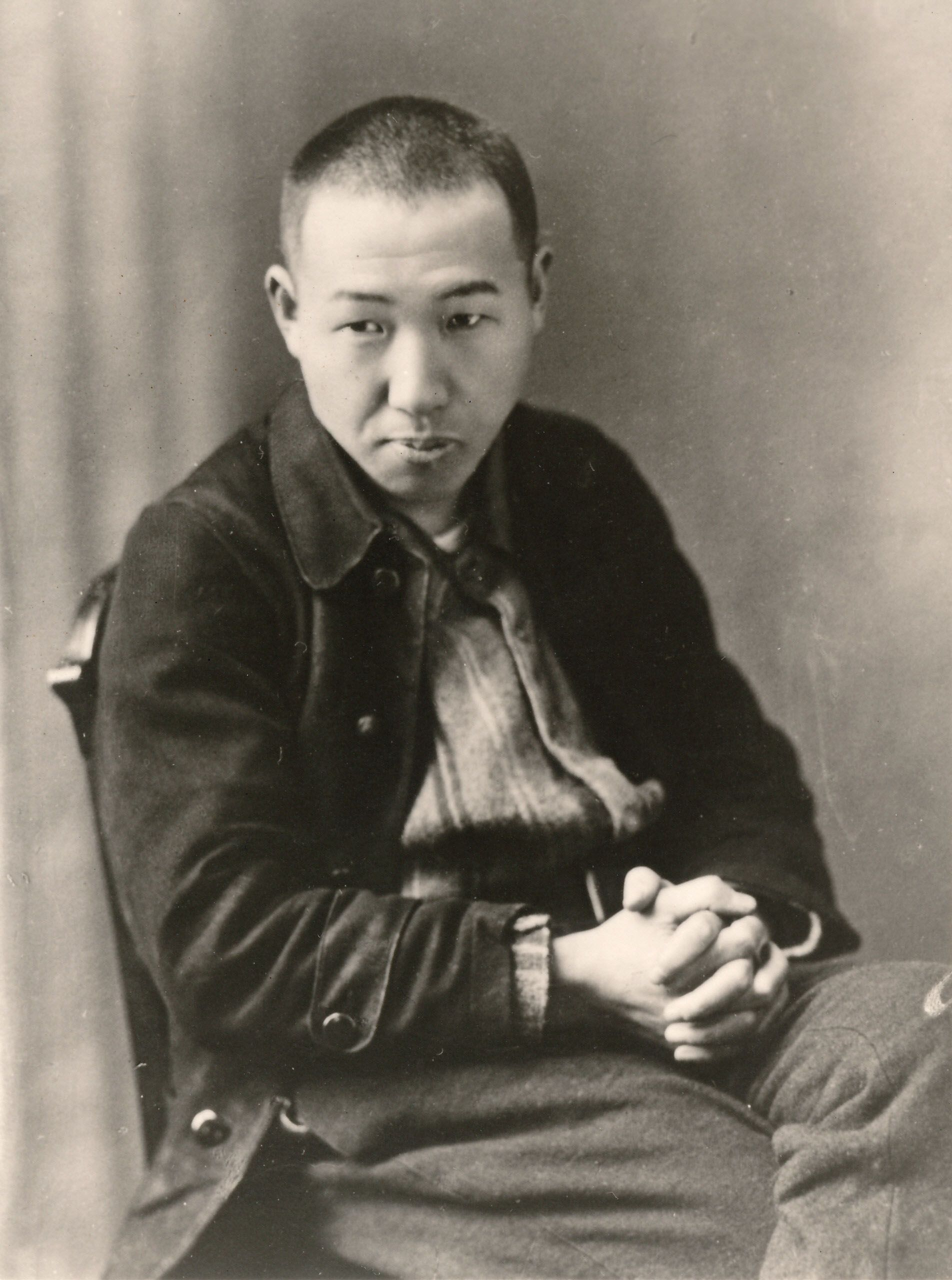
宮澤賢治，《銀河鐵道之夜》小說的原作者。

本作為改編宮澤賢治的小說《銀河鐵道之夜》的首部動畫作品，由角川先驅映畫獨立製作，Group TAC製作動畫。除完整改編小說故事外，在這部劇中，所有的文字、包括拉丁字母皆以世界語書寫，同時將主要角色設定為擬人化的貓而非人類的設計，是由漫畫家増村博在對小說進行漫畫化（動畫版的原型）過程中進行的改編。賢治的實弟宮澤清六最初對此感到反感，但在《校本宮澤賢治全集》的編輯天沢退二郎等人的說服下，最終同意了這個設定。最終，他對作品的完成表示了讚賞。
在研究者中，一些人一直不同意將角色改為「貓」，直到最後。這一過程在増村的著作《イーハトーブ乱入記》中有詳細記載。值得注意的是，在漫畫版中，角色穿著褲子和鞋，而在動畫版中，只穿上衣，衣著的使用被減到最低限度。
此外，有不少人在觀看這部電影後誤以為「宮澤原作中的角色也是貓」。小谷野敦也批評說，這種誤導的影響並不可取。另外，本作中包含一個以鐵達尼號沉沒事故為原型的（細節與鐵達尼號不符，僅為虛構）情節，而擔任這部電影音樂的細野晴臣的祖父（細野正文）當時實際上曾乘坐鐵達尼號並成為該次事件中唯一的日本籍乘客及生還者，這在當時的公開中被介紹為一種「命運」。另外為了考慮到這一歷史性的悲劇，船難的場景被真實地描繪成發生在人類世界而非貓的世界中，與喬凡尼等一起旅行的年輕人和年幼的姐弟也呈現為人類形象（在漫畫版中，他們和喬凡尼一樣以貓的形象呈現）。這位人類的設計基於増村的代表作《愛宕》系列的角色。
電影場景中出現的文字也是用世界語書寫的，例如喬凡尼他們學校教師的黑板上，喬凡尼工作印刷室的一份報紙講述一艘客船失事的消息，上面印有世界語短語「Dio, pli apud vin」（與主更親近）。安东宁·德沃夏克的第九號交響曲第二樂章在影片結尾處被改編為場景配樂，該場景以該作品的流行名稱「新世界交響曲」命名。

## 劇情大綱

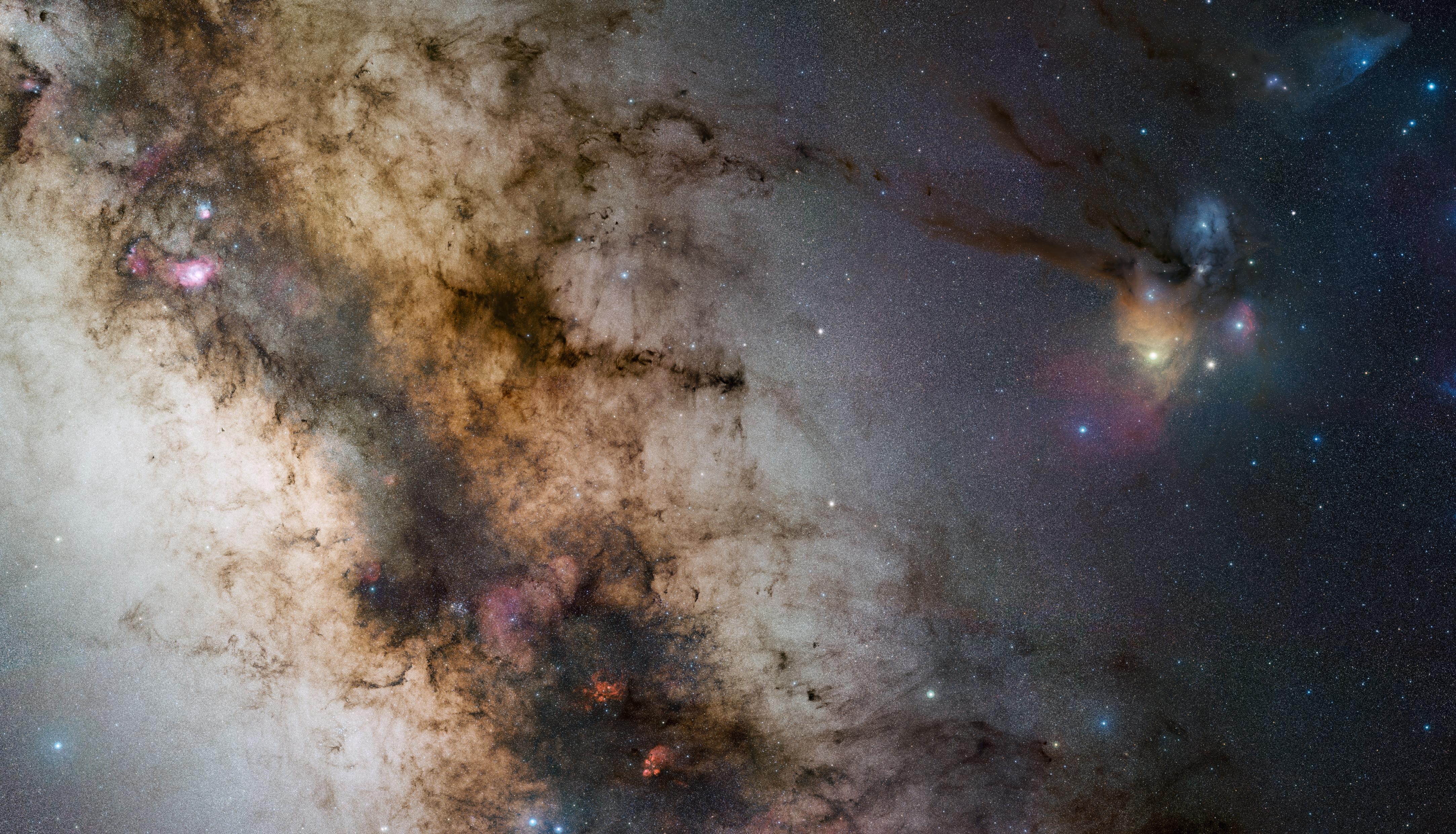
銀河作為整部作品的主要核心場景。

喬凡尼是一位孤獨的男孩，他的母親長期因病臥床，他的父親則在北海道進行一場漫長的捕魚之旅，或者正在服刑。為了維持家裡的生計，喬凡尼經常在放學後做一些零工，例如在印刷廠協助排字工作以賺取食物。他的姊姊偶爾返家出一份力。儘管如此，他的同學札內利與其他人經常嘲笑他，因為喬凡尼曾經聲稱父親很快就會回來家鄉，並帶給他一件水獺皮大衣。
一天，在科學課上，老師問班上的同學什麼是銀河。喬凡尼在卡帕涅拉的家讀到這個問題，並知道銀河是由星星組成的，但他過於膽怯而不敢回答。當老師點到他時，卡帕涅拉也選擇保持沉默，以免讓喬凡尼感到尷尬。傍晚時分，其他人都準備參加鎮上的銀河祭節水燈大會，喬凡尼在返家後，卻發現他們一家還沒有收到牛奶，為了母親，他前往鎮上另一處的牛奶店。老太太告訴他請稍後再來試試。
在銀河祭現場，喬凡尼遇到一些同學，但他們再次對他進行嘲笑。他再度看到了卡帕涅拉，對方給了他同情的眼神。最終，喬凡尼獨自走到附近山頂，躺在一個「天氣輪」的底部。當他仰望上方的銀河時，喬凡尼發現自己和卡帕涅拉一起坐在一輛蒸汽火車上。火車帶著他們穿越北十字和銀河中的其他星星，途經多個車站。當一名檢票員走來檢查車票時，包括卡帕涅拉在內的其他人出示了他們的車票，而喬凡尼則在口袋裡發現一張紙。得知這是一張罕見的車票，允許持有者搭乘火車遊歷任何地方。
旅途中，兩個男孩目睹了令人驚嘆的景色，並遇到了各種乘客，包括在天鵝車站的水晶中发掘化石的學者，捕捉白鹭并用它們來製造糖果的男子，以及在大西洋上一艘因撞上冰山而沉沒的船的乘客。一名孩子向他們講述天蠍座的故事：一只以捕食昆蟲為生的蠍子從黃鼬逃脫，並在摔進一口井後，後悔當初沒有犧牲自己以供養黃鼬，它發誓在來生中服務他人，最終身體則爆炸成火焰，至今仍然在夜空中燃燒。
當火車停在南十字星時，其餘的乘客下車並前往基督教的「天堂」，列車上只剩下喬凡尼和卡帕涅拉。喬凡尼說他們應該永遠一起旅行，並發誓效法天蠍為他人帶來幸福。然而，當火車靠近煤袋星雲後，卡潘内拉看到他在一個草地上等著他的母親（在他的信仰中的「真正的天堂」），而喬凡尼卻看不見。當喬凡尼回過神時，卡帕涅拉已经离他而去而消失無蹤。讓喬凡尼當場絕望地哭泣。
喬凡尼最終哭著醒來，發現自己仍在山頂上，他回到牛奶店取回牛奶。並發現眾人聚集在橋頭上，才發現原來之前札內利不小心從船上掉到河裡去，而卡帕涅拉跳進河裡救他。結果札內利被安全地救了上來，而卡帕涅拉卻不幸再也沒有浮出水面。喬凡尼與卡潘内拉的父親交談，卡潘内拉的父親向他表示，自己的兒子在水中失蹤的時間太長，注定無法被救回了。他表示收到了他的朋友，也就是喬凡尼的父親的信，宣布他將很快回家。在回家告訴母親這個消息前，喬凡尼在街道上再度遙望著無際的天空。

## 配音員
- 喬凡尼：田中真弓
- 卡帕涅拉：坂本千夏
- 札內利：堀絢子
- 馬索：一城美由希
- 喬凡尼的母親：島村佳江（日语：島村佳江）
- 卡帕涅拉的父親：納谷悟朗
- 燈台守：常田富士男（日语：常田富士男）
- 老師：金田龍之介（日语：金田龍之介）
- 捕鳥人：大塚周夫
- 忠：渕崎有里子
- 薰子：中原香織
- 雑貨店主人：槐柳二
- 無線技師：青野武
- 印刷店上的文字工：八代駿（日语：八代駿）
- 車掌：梶哲也（日语：梶哲也）
- 老婆婆：新村礼子（日语：新村礼子）
- 青年：菊池英博（日语：菊池英博）
- 警察署長：仁内建之
- 牛乳屋：倉崎青児（日语：倉崎青児）
- 居民：山崎哲也、勝田治美（日语：勝田治美）、丸山真奈実（日语：丸山真奈実）、渡辺真砂子、新井美由紀

## 製作人員
- 監督：杉井儀三郎
- 原案：增村博（日语：ますむらひろし）
- 脚本：别役实
- 音樂：細野晴臣
- 製作人：原正人、田代敦巳
- 動畫製作：Group TAC
- 動畫監督：前田庸生
- 美術：馬郡美保子
- 設定設計：児玉喬夫
- 作畫：江口摩吏介（日语：江口摩吏介）、猿山二郎
- 原畫：杉井儀三郎、真下耕一、前田康成（現・こうせい）、湯川高光、小林三男、水谷貴哉、小林治、小花輪為雄（日语：こはなわ ためお）
- 攝影：小山信夫
- 剪輯：古川雅士
- 効果：柏原満（日语：柏原満）
- 錄音：林昌平
- 音響：田代敦巳
- 製作：朝日新闻社、朝日電視台、角川先驅映畫（英语：Nippon Herald Films）
- 配給：角川先驅映畫（英语：Nippon Herald Films）

## 評價
在日本，《銀河鐵道之夜》的配給票房共6億日圓。
動畫新聞網的賈斯汀·塞瓦基斯（Justin Sevakis）評論說：「這部電影是一場美麗的旅程，儘管帶有一些不祥的氛圍。這次旅程的情緒逐漸從興奮和孩子般的心情轉變為渴望和深刻的感受。T.H.E.M.的卡洛斯·羅斯（Carlos Ross）給了它三顆星，稱讚其處理死亡的方式，並表示它「確實有一個好故事要講述」，同時將觀看這部電影比作乘坐一趟長途火車。他認為這部電影更像是「一種藝術上的奇思妙想」，而「孩子們可能在第一個小時左右後就會打瞌睡或離開」。
在《動漫百科全書》中，海倫·麥卡錫和喬納森·克萊門茨對這部動畫進行了與松本零士的《銀河鐵道999》的比較。他們稱讚了這部作品的導演和音樂，並指出火車及其各自的車站「與現實世界中的任何場景一樣豐富和可信」。他們進一步指出，這部動畫通過「象徵意義的詩意之美」與上述的豐富性相結合，成功地賦予了漫長旅程強大的情感深度。
該電影獲得了1985年度的大藤信郎賞。

## 外部連結
- 互联网电影数据库（IMDb）上《銀河鐵道之夜》的资料（英文）
- 爛番茄上《Night on the Galactic Railroad》的資料（英文）